# Thread (Einheit)
Thread war ein englisches Garnmaß und die englische Weife. Das Maß war auch in Deutschland, im Unterschied der beschränkten französischen Weife, verbreitet. 
- 1 Thread (Faden)= 1,5 Yards
- 1 Skein (Lea) = 80 Threads = 120 Yards
- 1 Hank (Strehn) = ½ Hesps (Stück) = 2 Slips = 6 Heers = 7 Skeins = 840 Yards
- 4 Hanks = 2 Hesps = 1 Spindle = 18 Hanks = 15120 Yards (Baumwolle)
- 1 Spindle = 4 Hanks  = 48 Leas = 14400 Yards (Leinen- und Hanfgarne)

In Schottland war die Spindel (das Spindle) abweichend. 
- 1 Spindle Scotch = 38 Leas = 11400 Yards
- 1 Yard ist mit 0,9144 Meter anzusetzen